# Hollister (Idaho)
Hollister és una població dels Estats Units a l'estat d'Idaho. Segons el cens del 2000 tenia 237 habitants.

## Demografia
Segons el cens del 2000, Hollister tenia 237 habitants, 80 habitatges, i 58 famílies. La densitat de població era de 91,5 habitants/km².
Dels 80 habitatges en un 42,5% hi vivien nens de menys de 18 anys, en un 63,8% hi vivien parelles casades, en un 6,3% dones solteres, i en un 27,5% no eren unitats familiars. En el 17,5% dels habitatges hi vivien persones soles el 6,3% de les quals corresponia a persones de 65 anys o més que vivien soles. El nombre mitjà de persones vivint en cada habitatge era de 2,96 i el nombre mitjà de persones que vivien en cada família era de 3,41.
Per edats la població es repartia de la següent manera: un 32,9% tenia menys de 18 anys, un 8% entre 18 i 24, un 29,1% entre 25 i 44, un 21,9% de 45 a 60 i un 8% 65 anys o més.
L'edat mediana era de 34 anys. Per cada 100 dones de 18 o més anys hi havia 103,8 homes.
La renda mediana per habitatge era de 27.375 $ i la renda mediana per família de 29.688 $. Els homes tenien una renda mediana de 25.313 $ mentre que les dones 15.556 $. La renda per capita de la població era d'11.870 $. Aproximadament el 7,8% de les famílies i l'11% de la població estaven per davall del llindar de pobresa.

## Poblacions més properes
El següent diagrama mostra les poblacions més properes.